# Cora Richmond

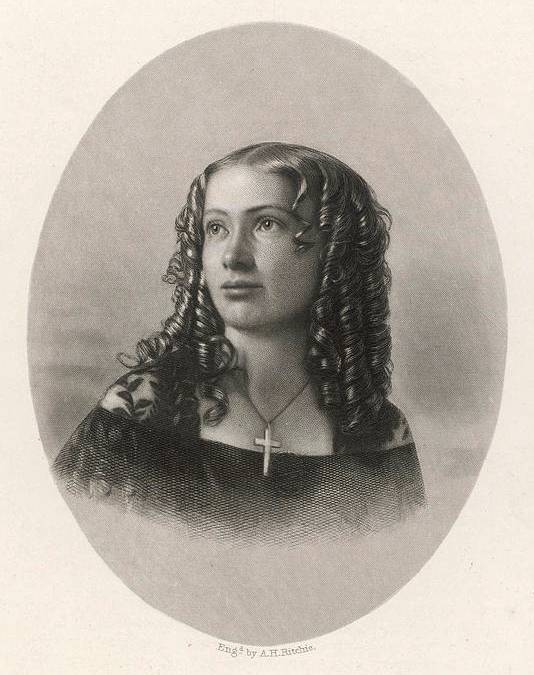
Cora L. V. Hatch (um 1857)

Cora L. V. Richmond (* 21. April 1840 bei Cuba, Allegany County, New York als Cora Lodenica Veronica Scott; † 2. Januar 1923 in Chicago, Illinois) war eine US-amerikanische Spiritistin und Schriftstellerin, die als Medium und Rednerin in den 1850er und 1860er Jahren in den USA landesweit bekannt wurde. Außer als Cora (L. V.) Scott und Cora (L. V.) Richmond trat sie auch mit ihren jeweiligen Ehenamen als Cora (L. V.) Hatch, Cora (L. V.) Daniels und Cora (L. V.) Tappan auf.

## Leben
Cora Scott wurde als Tochter des Müllers David W. Scott, Jr. und von Lodenica Veronica Butterfield in der Nähe von Cuba im Bundesstaat New York geboren. Als Cora zehn Jahre alt war, traten ihre Eltern in die Hopedale Community von Adin Ballou ein, ehe sie ein Jahr später nach Wisconsin zogen, mit dem Ziel, eine eigene Gemeinschaft nach dem Vorbild Hopedales aufzubauen. Mit elf Jahren zeigte Scott erstmals Verhaltensweisen, die ihr Umfeld so interpretierten, dass ein Geist über sie Kontakt mit den Lebenden aufnehmen wolle; insbesondere begann sie, offenbar schlafend Texte zu schreiben. Der von Scott besitzergreifende Geist soll angeblich Adin Ballous verstorbener Sohn Adin Augustus Ballou gewesen sein. Ihr Vater gab daraufhin seine Träume von einer eigenen Gemeinschaft auf und begann, seine Tochter als Medium zu bewerben. In der Öffentlichkeit trat sie als Cora L. V. Scott auf; die Initialen waren inspiriert durch die Vornamen ihrer Mutter, die ebenfalls begann, sich als Medium zu betätigen.
Als ihr Vater zwei Jahre später verstarb, ging Scott zunächst nach Buffalo, wo sie eine Stelle als Predigerin in einer Spiritistengemeinde annahm. Mit 16 Jahren heiratete sie den fast dreimal so alten Benjamin Hatch, der ihr Manager wurde. Cora Hatch zog mit ihrem Ehemann nach New York City und intensivierte dort ihre Betätigungen als öffentliche Predigerin. Häufig betrat sie die Vortragshalle bereits im Trancezustand, ließ sich vom Publikum ein Thema vorgeben und hielt dann – immer noch in Trance – eine thematisch passende Predigt. Häufig redete sie über poetische oder metaphysische Fragestellungen. Für gläubige Spiritisten waren es neben dem Geist von Adin Augustus Ballou unter anderem die Geister von Andrew Jackson, Benjamin Rush und Theodore Parker, die angeblich über Hatch als Medium Botschaften an die Nachwelt richten wollten. 1858 ließ sie sich von Benjamin Hatch scheiden, den sie der Untreue und der Ausbeutung beschuldigte. Sowohl unter Spiritisten als auch unter Feministinnen wurde Cora Hatch deshalb gefeiert.
Hatchs Predigten zogen auch danach in dutzenden Städten tausende Interessierte an. Zugute kam ihr, dass sich die Spiritismusbewegung in den Jahren vor dem Sezessionskrieg auf ihrem Höhepunkt befand. Hatch wurde sogar literarisch rezipiert: Die Figur der Verena Tarrant in Henry James’ The Bostonians ist Hatch nachempfunden. 1865 heiratete sie den Colonel N. W. Daniels und bekam mit ihm ein Kind. Als Daniels in die Verwaltung von Louisiana versetzt wurde, folgte ihm Cora Daniels nach New Orleans. Sowohl ihr Ehemann als auch das gemeinsame Kind fielen dort einer Fieberpandemie zum Opfer. Auch sie selbst erkrankte, überlebte aber. Ab 1868 trat sie wieder als Spiritistin auf. Zunehmend engagierte sie sich auch politisch, besonders für eine Verbesserung der Lebensbedingungen von Armen aller Ethnien, Weißen wie Afroamerikanern wie Native Americans. 1869 heiratete sie Samuel F. Tappan, einen Colonel und Verfechter der Rechte von Native Americans, dessen politische Ideen Cora Tappan fortan in Gedichten verarbeitete. Um 1870 war sie für zwei Jahre Vize-Präsidentin der American Anti-Slavery Society. 1872 reiste sie für eine Predigttournee nach England, wo sie an ihre Erfolge in den USA anknüpfen konnte.
Nach ihrer Rückkehr wurde sie 1876 Pastorin der First Society of Spiritualists in Chicago, die sie 1878 mit einer lebenslangen Anstellung als Predigerin bedachte. Bereits 1877 hatte sie sich von Tappan scheiden lassen und William Richmond, ein Mitglied ihrer Kongregation, geheiratet. Ihre Predigtreisen traten gegenüber ihrer Tätigkeit als Pastorin immer mehr in den Hintergrund. Cora Richmond wurde auf diese Weise in Chicago sesshaft, wo ihr vierter Ehemann eigens die Stenografie erlernte, um die Visionen seiner Ehefrau unmittelbar zu Papier bringen zu können. Daraus entsprang eine Serie spiritistischer Publikationen. 1893 sandte sie als Vertreterin des Spiritismus einen Aufsatz an das erste Parlament der Weltreligionen und unterstützte im gleichen Jahr – obgleich bislang jede Form einer Organisierung der Spiritismusbewegung ablehnend – die Gründung der National Spiritualist Association of Churches. Nach wie vor war sie auch politisch aktiv und sprach unter anderem 1887 zugunsten der Täter der Haymarket Riots beim Gouverneur von Illinois vor. Cora Richmond starb am 2. Januar 1923 im Alter von 82 Jahren in Chicago.

## Werke
- Discourses on religion, morals, philosophy and metaphysics. B. F. Hatch, New York City 1858.
- Two lectures on the present crisis, by the late Theodore Parker and the late Hon. Henry Clay : delivered at Dodworth's Hall, on the morning and evening of Sunday, Dec. 16, 1860. S. T. Munson, New York City 1861.
- A lecture on secession. S. T. Munson, New York City 1861.
- Hesperia. S. F. Tappan & Co., New York City 1871.
- The new sciences, a series of inspirational discourses by Mrs. Cora L. V. Tappan. No. 1. Spiritualism as a science, and spiritualism as a religion, an oration delivered under spirit-influence. London 1873.
- “What is the use of spiritualism?” An oration delivered in the Concert hall, Liverpool, July 1st, 1874, etc. J. Burns, London (um 1874).
- Discourses through the mediumship of Mrs. Cora L. V. Tappan: the new science: spiritual ethics. James Burns, London 1875.
- Ouina's canoe and Christmas offering: filled with flowers for the darlings of earth. D.M. & N.P. Fox, Ottumwa 1882.
- The nature of spiritual existence and spiritual gifts. Women’s Co-operative Printing Office, San Francisco 1884.
- The soul, its nature, relations, and expressions in human embodiments. Spiritual Publishing, Chicago 1887.
- Psychopathy: or, spirit healing: a series of lessons on the relations of the spirit to its own organism, and the interrelation of human beings with reference to health, disease and healing. William Richmond, Rogers Park 1890.
- My experiences while out of my body and my return after many days. Christopher Press, Boston 1915.
- Psychosophy. Regan Printing House, Chicago 1915.